# Frantz Hohlenberg
Frantz Christopher Henrik Hohlenberg (Aabenraa, 18 febbraio 1764 – Christiansted, 9 gennaio 1804) è stato un ingegnere e militare danese, che durante la sua carriera di capo costruttore navale (Fabrikmester) fu responsabile della realizzazione di 4 navi di linea, considerate molto valide dagli stessi inglesi che si impadronirono di tre di esse nella seconda battaglia di Copenaghen del 1807  e le usarono poi come modelli per future realizzazioni. Inoltre costruì 19 fregate e 3 brigantini oltre a un certo numero di navi più piccole, alcune delle quali però ebbero l'errore di essere troppo alte sull'acqua. Il 25 dicembre 1799 la fregata Hvide Ørn si capovolse ed affondò nel Mediterraneo con la perdita di tutto l'equipaggio (incluso suo fratello minore Johan).

## Biografia
Nacque a Aabenraa il 18 febbraio 1764, figlio del capitano Christoffer Carl Henrik (1726-1773) e di Øllegaard Hedevig Grabow (1734-1807). Arruolatosi nella marina danese nel 1770, divenne cadetto presso l'Accademia navale di Aaalborg nel 1777, e sottotenente il 4 febbraio 1782. Pur non dimostrando eccellenti abilità, fu notato dal capo delle costruzioni navali (Fabrikmester) Henrik Gerner il quale decise di avviare lui e il sottotenente Tücho Jessen all'addestramento alle scienze della costruzione navale facendoli entrare come studenti insegnanti nella Commissione per le costruzioni navali (Konstruktionskommissione). Su iniziativa di Gerner i due ufficiali furono mandati in viaggio di studio all'estero nella primavera del 1788. Viaggiarono dapprima nei Paesi Bassi e da lì arrivarono in Inghilterra, dove il tenente Jessen morì. Egli, che era stato promosso primo luogotenente nel 1789, continuò i suoi studi in Inghilterra fino a quando nel dicembre 1790 si recò in Francia dove studiò sotto il costruttore Jean-Charles de Borda.  Lo scoppio della Rivoluzione francese lo costrinse a lasciare il paese nel dicembre 1791, per raggiungere l'Italia, fermandosi a Venezia, e da lì raggiungere di nuovo l'Inghilterra e Paesi Bassi e infine la Svezia, dove soggiornò a Karlskrona per un anno stringendo una calda amicizia con il famoso costruttore navale svedese, l'ammiraglio Fredrik Henrik af Chapman.
Nel novembre 1794 ritornò in Danimarca dove ereditò tutte le carte progettuali lasciategli da Gerner all'atto della sua morte, avvenuta nel 1787.  Nel 1795 venne assunto come insegnante di costruzioni navali presso l'Accademia dei cadetti (Søkadetakademiet), divenne membro della  Konstruktionskommissionen e gli fu affidato l'incarico di costruire una fregata sulla base della sua esperienza appena maturata. L'anno successivo ottenne il grado di tenente capitano e contemporaneamente la nomina ad interim a capo progettista delle costruzioni navali (Fabrikmester). Quando Ernst Wilhelm Stibolt si dimise da Fabrikmester nel 1797, egli lo sostituì a tempo indeterminato, e nel 1801 divenne membro della Commissione Difesa (Defensionskommissionen). Il suo rapporto con Stibolt, che era indubbiamente meno competente di lui, e che ai suoi tempi aveva avuto contrasti con Gerner, era pessimo. I contrasti tra lui e Stibolt, che si dimise, portarono quest'ultimo al suicidio.
Nel 1803, dopo aver realizzato la fregata Rota, venne a sapere di un rapporto che disapprovava la sua gestione della costruzione della nave, e che apparentemente il principe ereditario Frederik lo approvava. Questo fatto lo sconvolse, e lo portò a dimettersi dall'incarico per trasferirsi nelle Indie occidentali danesi, viaggiando sulla fregata Frederikssten dove divenne capitano di porto e capo pilota a Christiansted, sull'isola di Saint Croix. Morì poco dopo il suo arrivo, il 9 gennaio 1804 e fu sepolto sull'isola, ma la posizione della sua tomba non venne registrata ed è tuttora ignota. La carica di Fabrikmester presso i cantieri navali danesi rimase vacante fino a quando, nel 1810, venne assunta da Jens Jøgen Pihl (1770-1835).
Durante il suo periodo come capo progettista navale costruì 4 navi di linea, considerate molto valide dagli stessi inglesi che si impadronirono di tre di esse nella seconda battaglia di Copenaghen del 1807, e le usarono poi come modelli per future costruzioni. Inoltre costruì 19 fregate e 3 brigantini oltre a un certo numero di navi più piccole, alcune delle quali però ebbero il difetto di essere troppo alte sull'acqua. Il 29 dicembre 1799 la fregata Hvide Ørn si capovolse e affondò nel Mediterraneo con la perdita di tutto l'equipaggio (incluso il fratello minore di Frantz Hohlenberg, Johan).

### Fonti
1. ↑  Tree Decks.
2. 1 2 3 4  Topsøe-Jensen 1935, Vol.1, p. 585.
3. 1 2 3  Topsøe-Jensen 1935, Vol.1, p. 586.
4. 1 2 3 4 5 6 7  Topsøe-Jensen 1935, Vol.1, p. 587.
5. 1 2 3 4  Milhist.